# Liste des intercommunalités du Pas-de-Calais

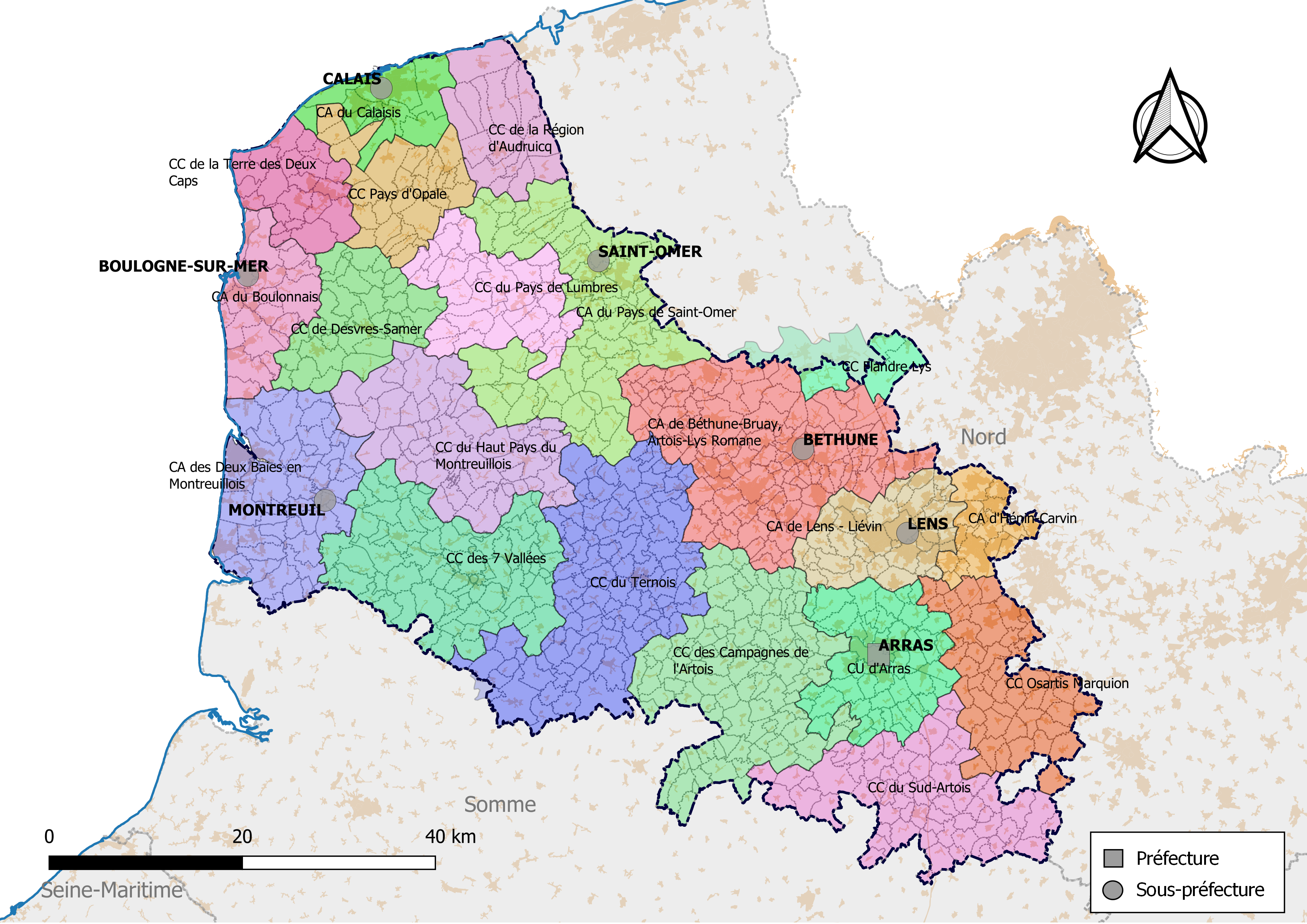
Carte des EPCI du Pas-de-Calais au 1er janvier 2019.

Depuis le 1er janvier 2017, le département du Pas-de-Calais compte 19 établissements publics de coopération intercommunale à fiscalité propre dont le siège est dans le département (une communauté urbaine, 7 communautés d'agglomération et 11 communautés de communes), dont un qui est interdépartemental.  Par ailleurs quatre communes sont groupées dans une intercommunalité dont le siège est situé hors département.

## Intercommunalités à fiscalité propre actuelles
| Forme juridique                                           | Nom                                    | no SIREN  | Date de création  | Nombre de communes               | Population (der. pop. légale) | Superficie (km2) | Densité (hab./km2) | Siège                  | Président           |
| --------------------------------------------------------- | -------------------------------------- | --------- | ----------------- | -------------------------------- | ----------------------------- | ---------------- | ------------------ | ---------------------- | ------------------- |
| Communauté urbaine                                        | CU d'Arras                             | 200033579 | 1er janvier 1998  | 46                               | 109 776 (2021)                | 306,0            | 359                | Arras                  | Frédéric Leturque   |
| Communauté d'agglomération                                | CA de Béthune-Bruay, Artois-Lys Romane | 200072460 | 1er janvier 2017  | 100                              | 275 327 (2021)                | 645,60           | 427                | Béthune                | Alain Wacheux       |
| Communauté d'agglomération                                | CA de Lens-Liévin                      | 246200364 | 1er janvier 2000  | 36                               | 242 587 (2021)                | 239,40           | 1 013              | Lens                   | Sylvain Robert      |
| Communauté d'agglomération                                | CA Hénin-Carvin                        | 246200299 | 1er janvier 2001  | 14                               | 126 840 (2021)                | 112,10           | 1 132              | Hénin-Beaumont         | Christophe Pilch    |
| Communauté d'agglomération                                | CA du Boulonnais                       | 246200729 | 1er janvier 2000  | 22                               | 112 264 (2021)                | 205,10           | 547                | Boulogne-sur-Mer       | Frédéric Cuvillier  |
| Communauté d'agglomération                                | CA du Pays de Saint-Omer               | 200069037 | 1er janvier 2017  | 53                               | 104 937 (2021)                | 543,60           | 193                | Longuenesse            | Joël Duquenoy       |
| Communauté d'agglomération                                | CA Grand Calais Terres et Mers         | 200090751 | 1er décembre 2019 | 14                               | 106 173 (2016)                |                  |                    | Calais                 | Natacha Bouchart    |
| Communauté d'agglomération                                | CA des Deux Baies en Montreuillois     | 200069029 | 1er janvier 2017  | 46                               | 65 760 (2021)                 | 409,10           | 161                | Montreuil-sur-Mer      | Bruno Cousein       |
| Communauté de communes                                    | CC Osartis Marquion                    | 200044048 | 1er janvier 2014  | 49                               | 42 651 (2021)                 | 330,60           | 129                | Vitry-en-Artois        | Pierre Georget      |
| Communauté de communes                                    | CC du Ternois                          | 200069672 | 1er janvier 2017  | 103 (dont 1 dans la Somme)       | 37 469 (2021)                 | 633,60           | 59                 | Saint-Pol-sur-Ternoise | Marc Bridoux        |
| Communauté de communes                                    | CC des Campagnes de l'Artois           | 200069482 | 1er janvier 2017  | 96                               | 33 141 (2021)                 | 553,80           | 60                 | Avesnes-le-Comte       | Michel Seroux       |
| Communauté de communes                                    | CC des 7 Vallées                       | 200044030 | 1er janvier 2014  | 66                               | 29 425 (2022)                 | 497,30           | 59                 | Hesdin-la-Forêt        | Pascal Deray        |
| Communauté de communes                                    | CC du Sud-Artois                       | 200035442 | 1er janvier 2013  | 64                               | 27 059 (2021)                 | 426,10           | 64                 | Bapaume                | Jean-Jacques Cottel |
| Communauté de communes                                    | CC Pays d'Opale                        | 200072478 | 1er janvier 2017  | 23                               | 25 186 (2021)                 | 189,30           | 133                | Guînes                 | Marc Medine         |
| Communauté de communes                                    | CC de la Région d'Audruicq             | 246200844 | 1er janvier 1994  | 15                               | 28 077 (2021)                 | 220,0            | 128                | Audruicq               | Nicole Chevalier    |
| Communauté de communes                                    | CC du Pays de Lumbres                  | 246201016 | 1er janvier 1998  | 36                               | 24 187 (2021)                 | 269,30           | 90                 | Lumbres                | Christian Leroy     |
| Communauté de communes                                    | CC de Desvres - Samer                  | 200018083 | 1er janvier 2009  | 31                               | 23 221 (2021)                 | 245,30           | 95                 | Desvres                | Claude Prudhomme    |
| Communauté de communes                                    | CC de la Terre des Deux Caps           | 246200380 | 1er janvier 2002  | 21                               | 22 332 (2021)                 | 183,30           | 122                | Marquise               | Francis Bouclet     |
| Communauté de communes                                    | CC du Haut Pays du Montreuillois       | 200069235 | 1er janvier 2017  | 49                               | 15 703 (2021)                 | 420,80           | 37                 | Fruges                 | Philippe Ducrocq    |
| Intercommunalité dont le siège est situé hors département |                                        |           |                   |                                  |                               |                  |                    |                        |                     |
| Communauté de communes                                    | CC Flandre Lys                         | 245900758 | 30 décembre 1992  | 8 (dont 4 dans le Pas-de-Calais) | 39 935 (2021)                 | 125,80           | 317                | La Gorgue (59)         | Bruno Ficheux       |

## Historique

### Composition en 2014
Au 1er janvier 2014, le département du Pas-de-Calais comptait 31 Intercommunalités à fiscalité propre dont une communauté urbaine, 6 communautés d'agglomération et 24 communautés de communes regroupant 891 des 895 communes du département.
Quatre communes du Pas-de-Calais appartenaient à une intercommunalité du Nord : Fleurbaix, Laventie, Lestrem et Sailly-sur-la-Lys font partie de la communauté de communes Flandre Lys dont le siège est à La Gorgue. 

### Anciennes intercommunalités

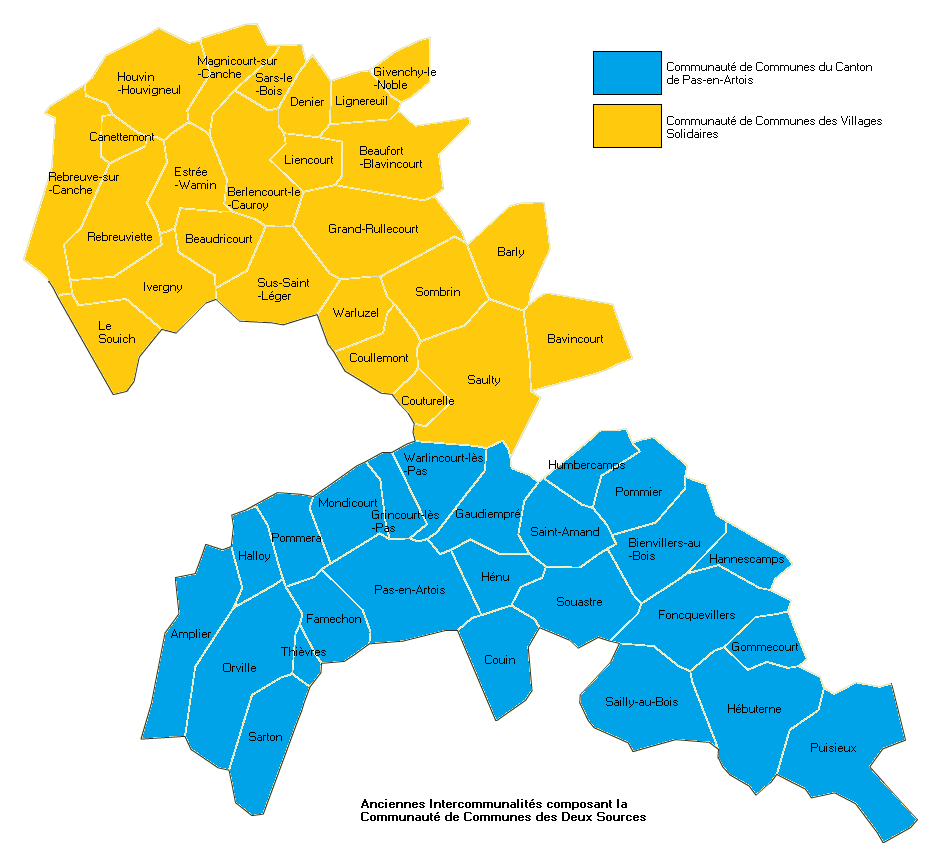
Anciennes Intercommunalités composant la CC2S
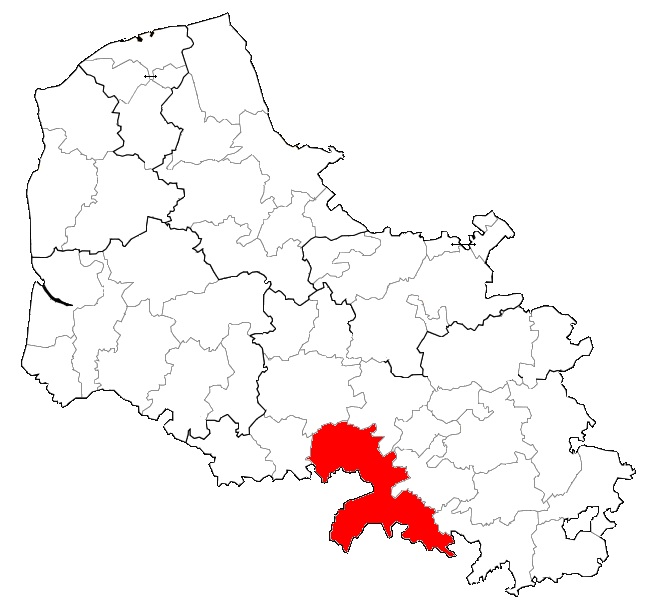
Le 1er janvier 2008, la fusion de la  communauté de communes du canton de Pas-en-Artois et de la communauté de communes des villages solidaires a donné naissance à la Communauté de communes des Deux Sources.

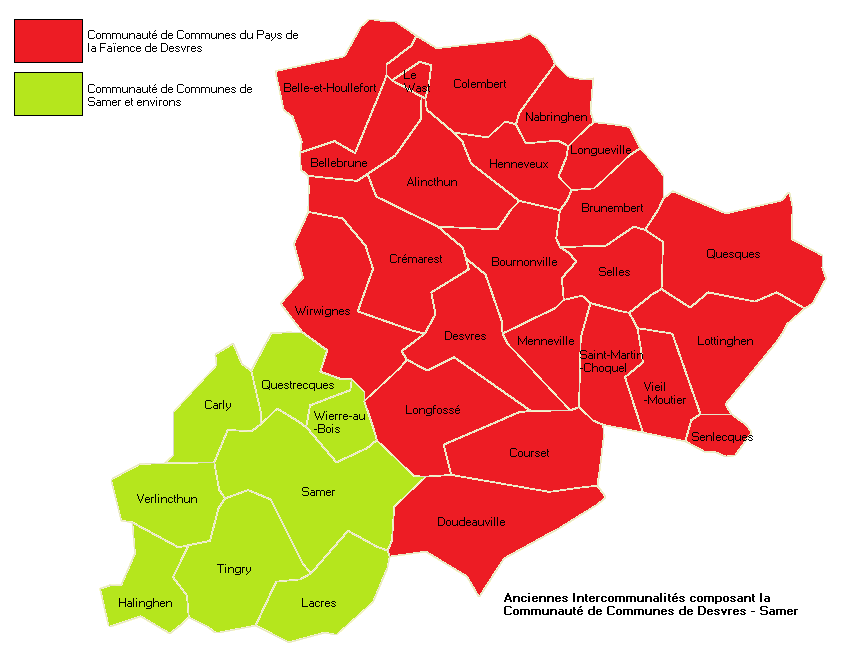
Anciennes Intercommunalités composant la CCDS
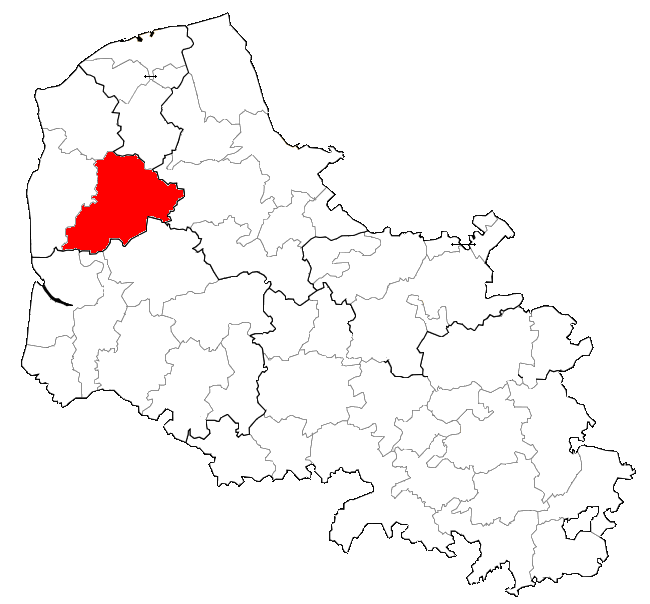
Nouvelle CCDS à la suite de la fusion

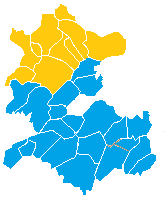
Anciennes intercommunalités composant la CCPV

- Le 1er janvier 2009, la communauté de communes du pays de la faïence de Desvres et la communauté de communes de Samer et environs fusionnent pour donner naissance à la communauté de communes de Desvres - Samer.

- Le 1er janvier 2013, la communauté de communes du val du Gy et la communauté de communes des vertes vallées fusionnent pour donner naissance à la communauté de communes La Porte des Vallées.

- Le 1er janvier 2013, la communauté de communes de l'Artois et huit communes de la communauté de communes du sud Arrageois rejoignent la communauté urbaine d'Arras.

- Le 1er janvier 2013, la communauté de communes du pays d'Heuchin et la communauté de communes du Saint-Polois fusionnent et forme la communauté de communes des Vertes Collines du Saint-Polois.

- Le 1er janvier 2014, la communauté de communes de l'Hesdinois, la communauté de communes de Canche Ternoise et la communauté de communes du val de Canche et d'Authie fusionnent et forme la communauté de communes des 7 Vallées.

- Le 1er janvier 2014, la communauté de communes de Nœux et environs  rejoint la communauté d'agglomération de l'Artois.

- Le 1er janvier 2014, la communauté de communes Osartis et la communauté de communes de Marquion fusionnent et forme la communauté de communes Osartis Marquion.

- Le 1er janvier 2014, la communauté de communes de la région de Bapaume, la communauté de communes du canton de Bertincourt et quatorze communes de la communauté de communes du sud Arrageois fusionnent et forme la communauté de communes du Sud-Artois.

- Le 1er janvier 2014, la communauté de communes de la région d'Ardres et de la vallée de la Hem est dissoute et ses communes sont intégrées à l'un des trois intercommunalités suivantes :  communauté d'agglomération de Saint-Omer, communauté de communes du Pays de Lumbres et la communauté de communes des Trois Pays.

- Le 1er décembre 2019, la communauté d'agglomération du Calaisis fusionne avec la communauté de communes du sud-ouest du Calaisis, formant la communauté d'agglomération Grand Calais Terres et Mers.

## Précisions
Les intercommunalités du Pas-de-Calais n'englobent pas la totalité du territoire du département. Si la grande majorité d'entre elles respectent les limites départementales, deux cas sont à identifier:
- Une intercommunalité est à cheval entre deux départements, la communauté de communes du Ternois qui comprend 104 communes, toutes situées dans le département du Pas-de-Calais, à l'exception de Vitz-sur-Authie, qui est dans le département de la Somme.

- Quelques communes de l'arrondissement de Béthune ont décidé d'intégrer une intercommunalité située hors du Pas-de-Calais, dans le département voisin du Nord. Il s'agit des communes de Fleurbaix, Laventie, Lestrem et Sailly-sur-la-Lys, qui appartiennent à la Communauté de communes Flandre Lys.

## Pour approfondir